# SAI Ambrosini 10
Il SAI Ambrosini 10 Grifone, citato anche come SAI Ambrosini S.10 Grifone, SAI 10 o più semplicemente Grifone, fu un aereo da addestramento primario biposto, monomotore, monoplano ad ala alta a parasole, sviluppato dall'azienda aeronautica italiana Società Aeronautica Italiana Ambrosini nei tardi anni trenta.
Progettato dall'ingegnere Camillo Silvia, fu prodotto in piccole serie per la Regia Aeronautica ed utilizzato dalle scuole di volo militari prima e durante le fasi iniziali della seconda guerra mondiale.

## Storia del progetto
Con l'avvicinarsi della guerra, il Ministero dell'aeronautica aveva avviato un programma per aumentare il numero dei piloti addestrati, e per questo motivo ordinò la costruzione di un prototipo di addestratore primario alla Ambrosini.
L'azienda concretizzò il progetto disegnato dall'ingegnere Camillo Silvia, un velivolo monomotore in configurazione traente, biposto, caratterizzato dalla velatura monoplana con ala alta a parasole e carrello d'atterraggio fisso. Come nei simili modelli dell'epoca, al fine di soddisfare le eventuali esigenze del committente, erano previsti diversi attacchi del castello motore per l'installazione di propulsori di diversa architettura interna, sia in linea che radiale
Il prototipo, equipaggiato con un motore CNA D4 a 4 cilindri contrapposti e raffreddato ad aria, da 60 CV (44 kW), venne portato in volo l'8 luglio 1939, ai comandi del pilota collaudatore Giuliano Ferrari. Come da convenzioni del periodo, il velivolo ancora privo di marche di identificazione civili, portava un vistoso contrassegno su ali e sul fianco della fusoliera, un A.T. inscritto in un cerchio a fondo bianco, che assegnato all'azienda indicava un velivolo di prova. In questa configurazione il modello fu in grado di raggiungere una velocità massima di 161 km/h (87 kt), con velocità di crociera di 145 km/h (78 kt) e di atterraggio di 48 km/h (26 kt), un'autonomia di 400 km (216 nmi) e una tangenza operativa di 5 000 m (16 400 ft). Le prove che si susseguirono videro l'adozione di un motore dalla diversa architettura, un radiale Siemens-Halske Sh 14 di produzione tedesca, un 7 cilindri singola stella raffreddato ad aria, montato sul naso del velivolo senza alcuna protezione; al modello venne assegnata la sigla 10bis. Ne fu realizzata inoltre una versione idrovolante a scarponi, sostituendo il classico carrello ruotato con due galleggianti collegati alla parte inferiore della fusoliera e motorizzandola con un motore radiale Fiat A.50 da 85 hp (63 kW). Venne inoltre valutata la possibilità di utilizzare il motore Alfa Romeo 110 a 4 cilindri in linea, senza tuttavia alcuna concretizzazione in sede di produzione.
Valutato dal personale della Regia Aeronautica, venne giudicato idoneo al servizio sottoscrivendo un ordine di fornitura all'azienda. Dopo un iniziale accordo per un lotto di produzione di 50 esemplari, l'ordine fu successivamente ridotto a soli 10 velivoli, tutti costruiti nel 1940, tutti equipaggiati con il radiale Fiat A.50 da 85 hp (63 kW)

## Tecnica
Il modello presentava l'impostazione predominante del periodo per velivoli destinati alla formazione dei piloti di primo periodo, un monomotore monoplano ad ala alta biposto con carrello fisso.
La fusoliera, di sezione rettangolare e rastremata verso coda, era realizzata con struttura in tubi di acciaio saldato e componenti in legno e integrava l'unico abitacolo a due posti affiancati, dotato di doppi comandi e di un largo parabrezza per proteggere l'equipaggio. Posteriormente terminava in un impennaggio classico monoderiva che abbinava l'elemento verticale di grande superficie ai due piani orizzontali posizionati in posizione avanzata a filo del dorso della fusoliera.
La velatura era di tipo monoplano, con ala posizionata alta a parasole, con struttura ricoperta in tela trattata, dotata di alettoni, e collegata alla parte superiore della fusoliera nella sezione centrale tramite un castello tubolare.
Il carrello d'atterraggio era del tipo fisso, con gambe di forza anteriori indipendenti e ammortizzate integrate posteriormente da un pattino d'appoggio, anch'esso ammortizzato, posizionato sotto la coda.

## Versioni

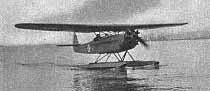
Il SAI Ambrosini Gabbiano idrovolante.

10 Grifone
sviluppo iniziale.
10bis
modello in configurazione terrestre di produzione in serie, equipaggiato con motore radiale Fiat A.50.
10 Gabbiano
prototipo, variante idrovolante a scarponi mai costruito in serie.
11
evoluzione con motore Alfa Romeo 110 da 120 CV.

## Utilizzatori
Italia
- Regia Aeronautica

### Riviste
- Pierluigi Moncalvo, Giovanni Massimello, Distintivi provvisori ditta, in Ali Antiche, n. 108, Sezione Roma del GAVS, Anno XXXI,  pp. 5-13.